# Oligotrophus japonicus
Oligotrophus japonicus är en tvåvingeart som beskrevs av Monzen 1955. Oligotrophus japonicus ingår i släktet Oligotrophus och familjen gallmyggor. Inga underarter finns listade i Catalogue of Life.